# Aluízio José Viegas
Aluízio José Viegas (São João del-Rei, 26 de março de 1941 — Nova Lima, 27 de julho de 2015), também conhecido como Aluízio Viegas, foi um músico, musicólogo, pesquisador e escritor brasileiro, que especializou-se no patrimônio histórico-musical mineiro, na história e nas tradições de São João del-Rei. Foi servidor da Fundação de Ensino Superior de São João del-Rei (FUNREI).

## Trajetória
Estudioso da história de sua cidade-natal, iniciou seu interesse musicológico em 1959, ao salvar da destruição um número significativo de fontes musicais do arquivo musical de Japhet Maria da Conceição, herdeiro de Martiniano Ribeiro Bastos. Em 1960 ingressou como violoncelista na Orquestra Lira Sanjoanense, dedicando-se posteriormente à flauta e ao contrabaixo. No mesmo ano, iniciou suas atividades no arquivo musical da Lira Sanjoanense, inicialmente copiando fontes musicais e, a partir de 1963, deu início à pesquisa e divulgação da música sacra brasileira dos séculos XVIII e XIX, relacionada às obras de Manoel Dias de Oliveira (1734/5-1813), Jerônimo de Souza Lobo (?-1811), João de Deus de Castro Lobo (1794-182) e José Joaquim Emerico Lobo de Mesquita (1746?-1805), entre outros.
Em sua atividade como musicólogo, integrou a equipe da pesquisa O ciclo do ouro: o tempo e a música no barroco católico (PUC-RJ), como membro da Comissão de Análise de Documentos (CAD) e como editor da série Música Sacra Mineira - Séculos XVIII e XIX (hoje também conhecida como Coleção Música Sacra Mineira), participando, juntamente com Francisco Curt Lange (1903-1997), na elaboração da primeira listagem de obras da Coleção Curt Lange recolhida ao Museu da Inconfidência/Casa do Pilar, em Ouro Preto (MG) em 1982.
Desde 1963 colaborou com diversos pesquisadores, principalmente Cleofe Person de Mattos, Jaime Cavalcanti Diniz, Adhemar Nóbrega, Olivier Toni, Antônio Alexandre Bispo, Adhemar Campos Filho, Ernani Aguiar e Paulo Castagna. Participou de vários projetos da Fundação Nacional de Artes, do Museu da Música de Mariana (especialmente o projeto Acervo da Música Brasileira) e da Secretaria de Estado de Cultura de Minas Gerais (especialmente o projeto Patrimônio Arquivístico-Musical Mineiro), na publicação de obras de compositores brasileiros dos séculos XVIII e XIX. Além da Orquestra Lira Sanjoanense, dirigiu a Sociedade de Concertos Sinfônicos de São João del-Rei e atuou como pesquisador da Cúria Diocesana de São João del-Rei e do Museu de Arte Sacra de São João del-Rei.
Publicou várias partituras e trabalhos científicas, entre artigos e capítulos de livros (alguns disponíveis online), mas deixou grande número de partituras e textos manuscritos, principalmente no arquivo da Orquestra Lira Sanjoanense.
Além de alguns depoimentos em vídeo, Aluízio Viegas foi filmado tocando flauta no documentário O barroco nos caminhos do ouro (década de 1980), da RTP, e participando das cerimônias da Semana Santa no filme teuto-ítalo-brasileiro Symphonia Colonialis (1991).

## Publicações
- 1977: Encomendações de Almas em São João del-Rei. Centro de Estudos Sociológicos de Juiz de Fora (Coleção "Arquivos do folclore").
- 1978: O ciclo do ouro; o tempo e a música do barroco católico; catálogo de um arquivo de microfilmes; elementos para uma história da arte no Brasil; Pesquisa de Elmer C. Corrêa Barbosa; assessoria no trabalho de campo Adhemar Campos Filho, Aluízio José Viegas; Catalogação das músicas do séc. XVIII Cleofe Person de Mattos. Rio de Janeiro: PUC, Funarte, Xerox, 1978. 454p.
- 1987: A Música em São João del-Rei de 1717 até 1900. Revista do Instituto Histórico e Geográfico de São João del-Rei, São João del-Rei, v.5.
- 1989: A música mineira do século XIX. In: REZENDE, Maria Conceição. A música na história de Minas colonial. Belo Horizonte: Itatiaia; Brasília: Instituto Nacional do Livro. p. 675-692.
- 1998: Arquivos musicais mineiros: localização, material existente, acesso e trabalhos realizados. I SIMPÓSIO LATINO-AMERICANO DE MUSICOLOGIA, Curitiba, 10-12 jan.1997. Anais. Curitiba: Fundação Cultural de Curitiba.[7]
- 1998: O teatro de ópera no período colonial em São João del-Rei. III EMH, p. 71-90.
- 2002: Considerações sobre a música sacra atualmente no Brasil. IV ENCONTRO DE MUSICOLOGIA HISTÓRICA, Juiz de Fora, 21-23 de julho de 2000. Anais. Juiz de Fora: Centro Cultural Pró-Música; Rio de Janeiro: Fundação Biblioteca Nacional. p. 277-282. ISBN 85-89057-01-1 (CCPM) e 85-333-0170-7 (FBN).[8]
- 2004: O arquivo musical da Orquestra Lira Sanjoanense de São João del-Rei (MG)[9]
- 2006: O inventário de um músico são-joanense do século XVIII: Lourenço José Fernandes Braziel. VI ENCONTRO DE MUSICOLOGIA HISTÓRICA. Juiz de Fora: Centro Cultural Pró-Música, 22-25 de julho de 2004. Anais. Juiz de Fora: Centro Cultural Pró-Música. p. 258-270. ISBN 85-89057-03-8.[10]
- 2009: História da Santa Casa da Misericórdia de São João del-Rei. Com Luís de Melo Alvarenga e André G. D. Dangelo[11]
- 2006: Anna Maria Parsons: pequeno depoimento